# Szentháromság-templom (Hrastovlje)
A hrastovljei Szentháromság-templom a 13. században épült kicsiny román stílusú templom Szlovénia Obalno-kraška régiójában, az Isztriai-félsziget északi részén. A templomot a dalmáciai Johhanes de Castua által 1490 körül festett, a templom teljes belső falfelületét beborító freskók teszik nevezetessé.

## Története
A templomot a feltételezések szerint a 13. században kezdték építeni majd a 15. században átépítették és ekkor festette a Kasztvából való János (Johhanes de Castua)  a templom ma is látható freskóit. Kézjegyét glagolita betűkkel maga írta fel, és az ma is látható. A templom egy kicsi (hossza 11.7 m szélessége  6.05 m) 3 hajós épület. Alig található rajta ablak ezt a környezet klimatikus viszonyai indokolják. A vékony rések nyáron védenek az erős napfénytől, télen pedig a borától.
A templom köré 1581-ben emeltek falakat a területre betörő török kóbor csapatok, rablóbandák ellen.
1896-ban a templom északi falán ablakot nyitottak tönkre téve ezzel az itt található freskókat.
A freskók feltárása a falu szülöttjének Joze Pohlen festőnek és Viktor Snoj restaurátornak köszönhető, akik 1949 és 1951 között végezték a freskók restaurálását.

## A szegény ember bibliája
A templom freskóit leginkább mint a  szegény ember bibliáját, vagy képes bibliát emlegetik.
A főhajó jobb oldali falának freskója a teremtéstörténetet ábrázolja. A bal oldali falfelületet pedig Ádám és Éva története illetve Káin és Ábel története foglalja el.
A északi oldalhajó freskói a mindennapok életképeit (vadászat, halászat, aratás, szüret stb.) illetve a liturgikus év hónapjait és az évszakoktól függő feladatokat ábrázolják.
A déli hajó felső sávjában a Passió van megfestve, míg az alsó sávban található a nevezetes Haláltánc freskó amelyik azt mutatja be, hogy a halál előtt mindenki egyenlő, a szegény és a gazdag egyaránt. A Haláltánc freskón 11 csontváz és 11 emberi alak táncol a frissen ásott sír felé ahol a 12. csontváz tartja a félig nyitott koporsó fedelét. Ennek üzenete, hogy a halál mindenkit elér - ugyanis a 11 alak által ábrázolt embertípusokkal megpróbálták legszélesebb skálán lefedni a korabeli emberiséget (gyerek, földműves, bankár, pap, király, stb.)

## Turisztikai információk
Honlap: http://www.slovenia.info/?kul_zgod_znamenitosti=4376&lng=2
Jelenleg 2 EUR / fő a belépőjegy, melyhez magyar nyelvű idegenvezetés is jár (előre rögzített hangfelvételt játszanak le), és a jegyárus közben mutogatja is, hogy épp melyik freskót kell nézni a falon.
A templomon belül fényképezni nem szabad.
A bejáratnál a helyi jellegű Refosk és Malvazija borok kaphatók.
Parkolni lent érdemes a tájékoztató táblánál (kb. 50m séta a templomig), a templom előtt már nincs árnyékos hely és az út is rossz minőségű.